# Catocala formula
Catocala formula är en fjärilsart som beskrevs av Augustus Radcliffe Grote och Robinson 1866. Catocala formula ingår i släktet Catocala och familjen nattflyn. Inga underarter finns listade i Catalogue of Life.